# Хуэймин бо
Хуэймин бо — общественно-политическая газета на дунганском языке, издающаяся в городе Бишкек, Кыргызстан.
Газета выходит 1 раз в месяц тиражом 3 тыс. экземпляров. В 1970-е годы газета выходила 2 раза в неделю тиражом 4,4 тыс. экземпляров.
15 июня 1930 года в Киргизской АССР для оказания помощи в овладении грамотой на киргизском языке впервые была выпущена газета «Сабаттуу бол» («Будь грамотным»). В этой газете половина страницы была отведена разделу «Куэ шызы» на дунганском языке.
Газета начала издаваться под названием «Дун Хуәщир» (Dwn xuәşiƣ, Искра Востока) 25 января 1932 года. Первым редактором газеты был Җума Абдулин. Выходила газета раз в пять дней. В 1939 году издание было прекращено, но в 1957 году возобновлено под названием «Сўлян хуэйзў бо» (Газета советских дунган). В 1958 году сменила название на «Шийүәди чи» (Знамя Октября). В 1990-е годы газета была переименована в «Хуэймин бо». В газете долгое время работали дунганские писатели Ясыр Шиваза и Хусэ Макэ.